# Oenanthe albonigra
La collalba de Hume (Oenanthe albonigra) es una especie de ave paseriforme de la familia Muscicapidae propia del Suroeste de Asia. Su nombre común conmemora al naturalista británico Allan Octavian Hume.

## Descripción
La collarba de Hume es un pájaro de plumaje blanco y negro. Su cabeza, cuello, garganta, manto y alas son de color negro. Su pecho, vientre, obispillo y parte del dorso son blancos. Su cola también es blanca salvo su terminación que presenta el patrón típico de las collalbas con una «T» invertida negra.

## Distribución y hábitat
Se encuentra en el suroeste de Asia, distribuido por Afganistán, Baréin, el extremo noroccidental de la India, Irán, Irak, Kuwait, Omán, Pakistán, Catar y los Emiratos Árabes Unidos. Habita en montes, barrancos y acatilados de zonas áridas y semiáridas.